# Miguel de Unamuno

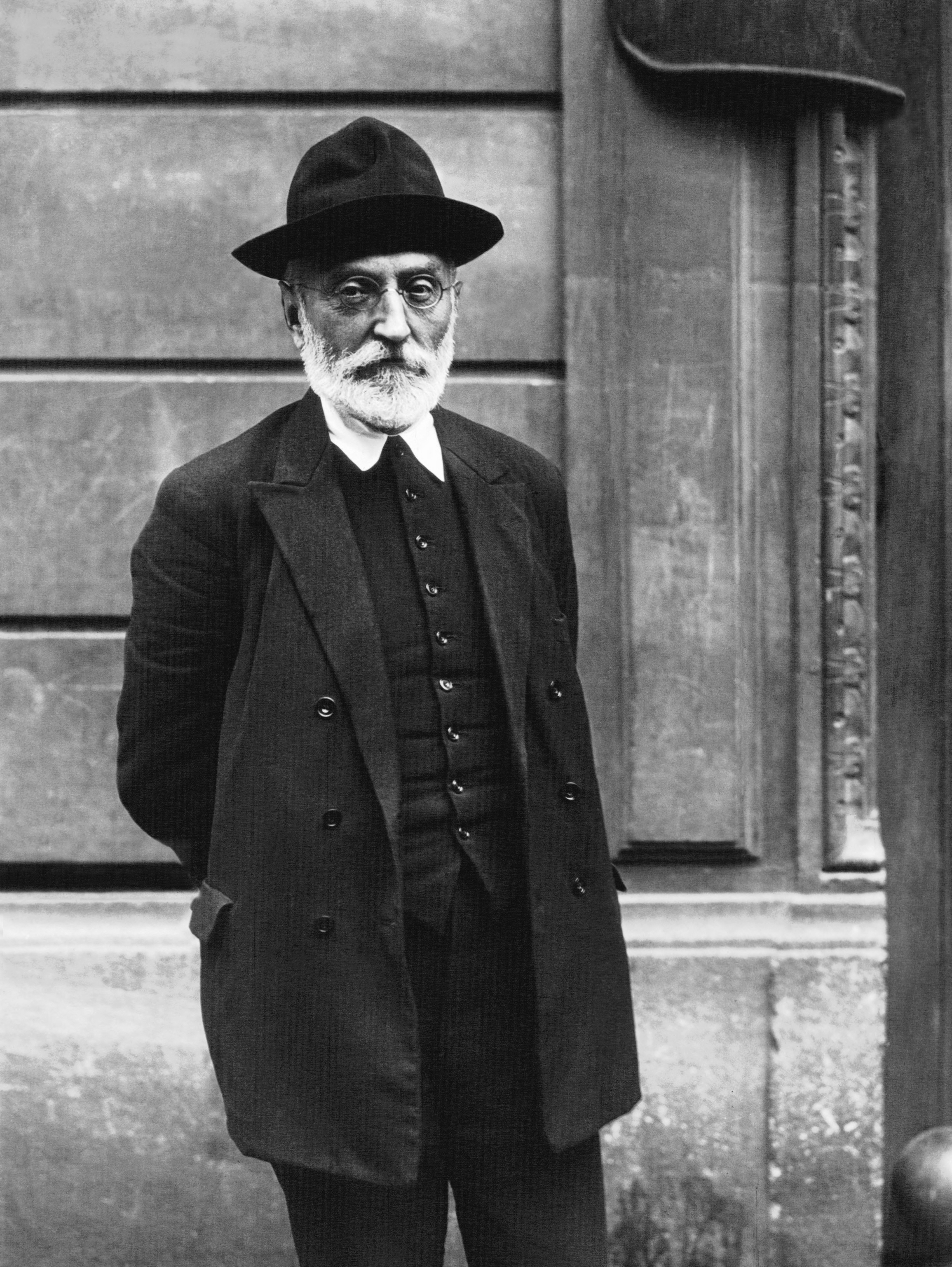
Miguel de Unamuno, 1925

Miguel de Unamuno y Jugo (* 29. September 1864 in Bilbao; † 31. Dezember 1936 in Salamanca) war ein spanischer Philosoph und Schriftsteller.

## Leben

### Kindheit

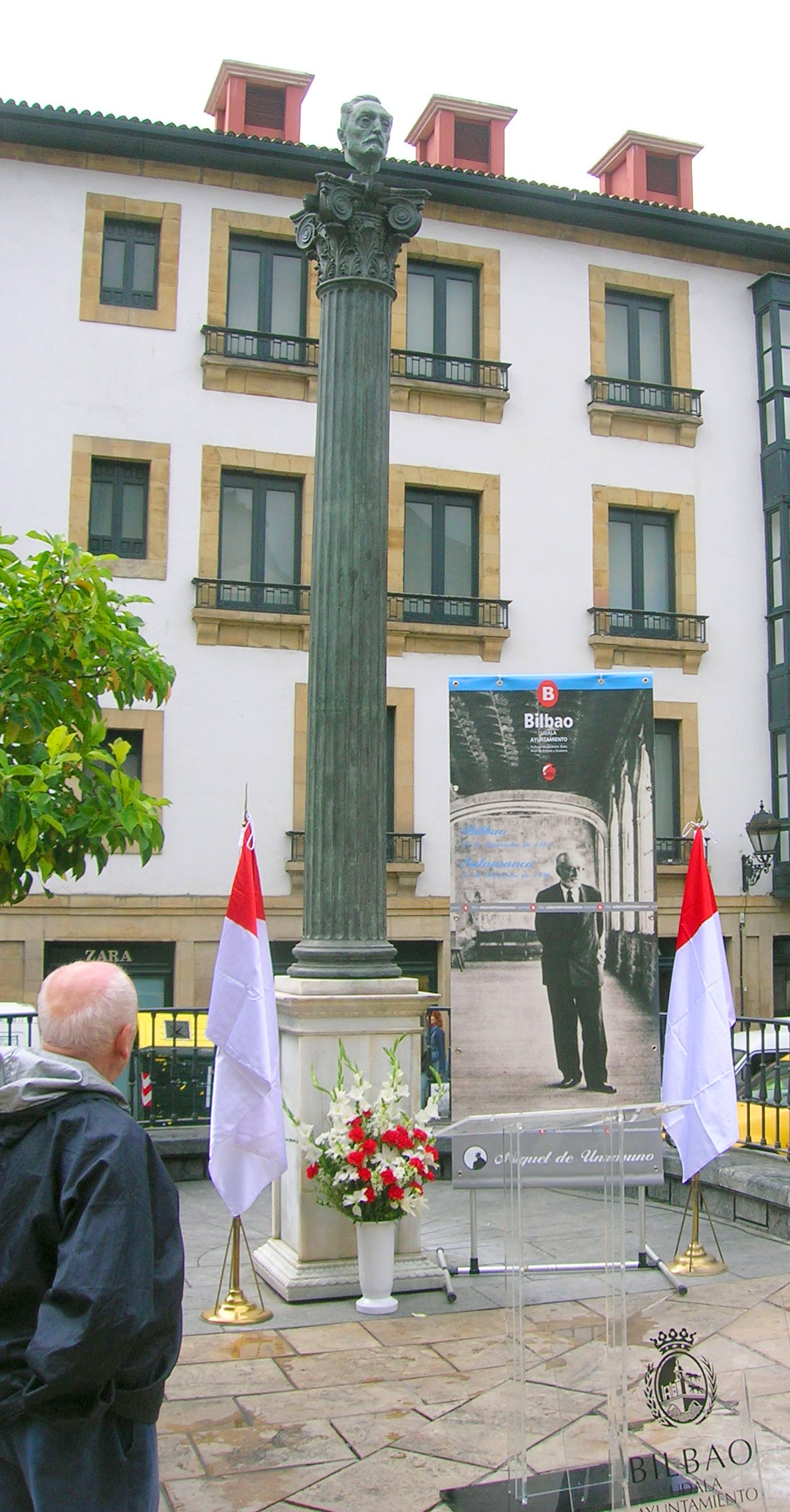
Skulptur zum Gedenken an Miguel de Unamuno in Bilbao

Miguel de Unamuno wurde in Bilbao am 29. September 1864 geboren; er selbst legte Wert auf die – nicht belegte – Tatsache, dass er am gleichen Tag wie sein Namensvetter Miguel de Cervantes zur Welt kam. 1870 verlor er im Alter von erst sechs Jahren seinen Vater, Don Félix de Unamuno. Dieser war ein so genannter „indiano“ gewesen, was im Spanischen einen Heimkehrer aus den ehemaligen spanischen Kolonien in Lateinamerika bezeichnet. Unamunos Vater hatte viele Jahre in Tepic (Mexiko) gelebt und von dort eine lateinamerikanische Bibliothek mitgebracht, die der Sohn als Zwölfjähriger verschlang. Auch erinnert er sich, seinen Vater mit einem Besucher Französisch reden gehört zu haben, was für ihn eine „Erleuchtung über die Geheimnisse der Sprache“ bedeutete. Auf Grund dieser Erfahrung wollte der Junge „Aztekisch“ lernen. In der Schule im Colegio San Nicolás war er Opfer eines prügelnden Lehrers, eines gewissen Don Higinio, der selbst keine Kinder hatte. Schon als Kind erzählte Miguel den anderen Schülern Geschichten, wobei ihn besonders Jules Verne inspirierte. Ebenfalls noch als Kind erlebte er den 3. Karlistenkrieg von 1874 bis 1876 mit, bei dem Bilbao durch karlistische Truppen bombardiert und belagert wurde: Im Keller einer Konditorei seines Onkels, bei künstlichem Licht, spielten die Kinder mit gefalteten Papierfiguren Krieg; mit elf Jahren schrieb er zusammen mit seinem Cousin Telesforo de Aranzadi (später Universitäts-Professor in Barcelona) eine „Abhandlung“ über die Anatomie der Papiertiere („cocotología“, von frz. cocotte).

### Jugend
Mit dem Schuljahr 1875/6 trat Unamuno in das Instituto Vizcaíno ein, wo er den Unterricht als sehr trocken und lebensfremd empfand. Er war dort berühmt für seine Karikaturen, die er von den Lehrern anfertigte, und nahm auch Malunterricht bei Antonio de Lecuona (einige seiner Bilder sind heute noch in Salamanca zu sehen). In seiner Jugend war er glühender Vertreter des so genannten „vasquismo“, also des Eintretens für baskische Kultur; eine Zeitlang war er ein richtiger „vascófilo“, also „Baskophiler“. Ursprünglich wollte er eine Geschichte des Baskenlandes in 16–20 Bänden schreiben. Auch seine Dissertation von 1884 trägt den Titel Crítica del problema sobre el origen y prehistoria de la raza vasca (Kritik des Problems über Ursprung und Vorgeschichte der baskischen Rasse), doch 1887 distanzierte er sich von der „bizkaitarra“ (nationalistische Bewegung), noch bevor 1893 der Partido Nacionalista Vasco von Sabino Arana gegründet wurde, aufgrund seiner Diskrepanz zu dessen simplifizierten wissenschaftlichen Ansätzen. Trotzdem behielt er eine emotionale Bindung an seine „patria chica“ (engere Heimat) bei und widmete einige seiner Schriften baskischen Problemen: Paz en la guerra (1897), De mi país. Descripciones, relatos y artículos de costumbres (1903) Recuerdos de niñez y mocedad (1908) und Sensaciones de Bilbao (1922).
Mit 15 oder 16 Jahren fühlte Miguel de Unamuno sich zum Priester berufen. (Er berichtet von einem Erlebnis, als er die Bibel aufschlug und immer wieder auf dieselbe Stelle stieß, wo stand: „Gehet hin und lehret alle Völker“. Es siegte letztlich aber doch die Liebe zu seiner späteren Frau Concha, mit der er schon seit seinem 14. Lebensjahr befreundet war.)

### Studienzeit
1880 ging er nach Madrid, wo er an der Universidad Complutense Filosofía y Letras (Philologie) studierte; er lernte dort auch Deutsch, um Schopenhauer im Original lesen zu können. Das Studium führte zum Zusammenstoß seiner bisherigen tiefgläubigen katholischen Ansichten mit der modernen Philosophie: Er lernte den Rationalismus, Positivismus und den für die spanische Geistesgeschichte bedeutenden Krausismo kennen, was für ihn den Eintritt in die Moderne bedeutete. In der spanischen Hauptstadt, in der er sich nicht sehr wohl fühlte, blieb er bis zum Abschluss seines Doktorats im Jahre 1884. Von 1885 bis 1890 lebte er wieder in Bilbao. Hier bereitete er sich gleichzeitig mit seinem Freund Ángel Ganivet auf die im spanischen akademischen Betrieb üblichen „oposiciones“ (Bewerbungen auf einen Lehrstuhl) vor, doch erst beim fünften Mal gelang es ihm, eine Berufung zu erlangen.

### Professur in Salamanca

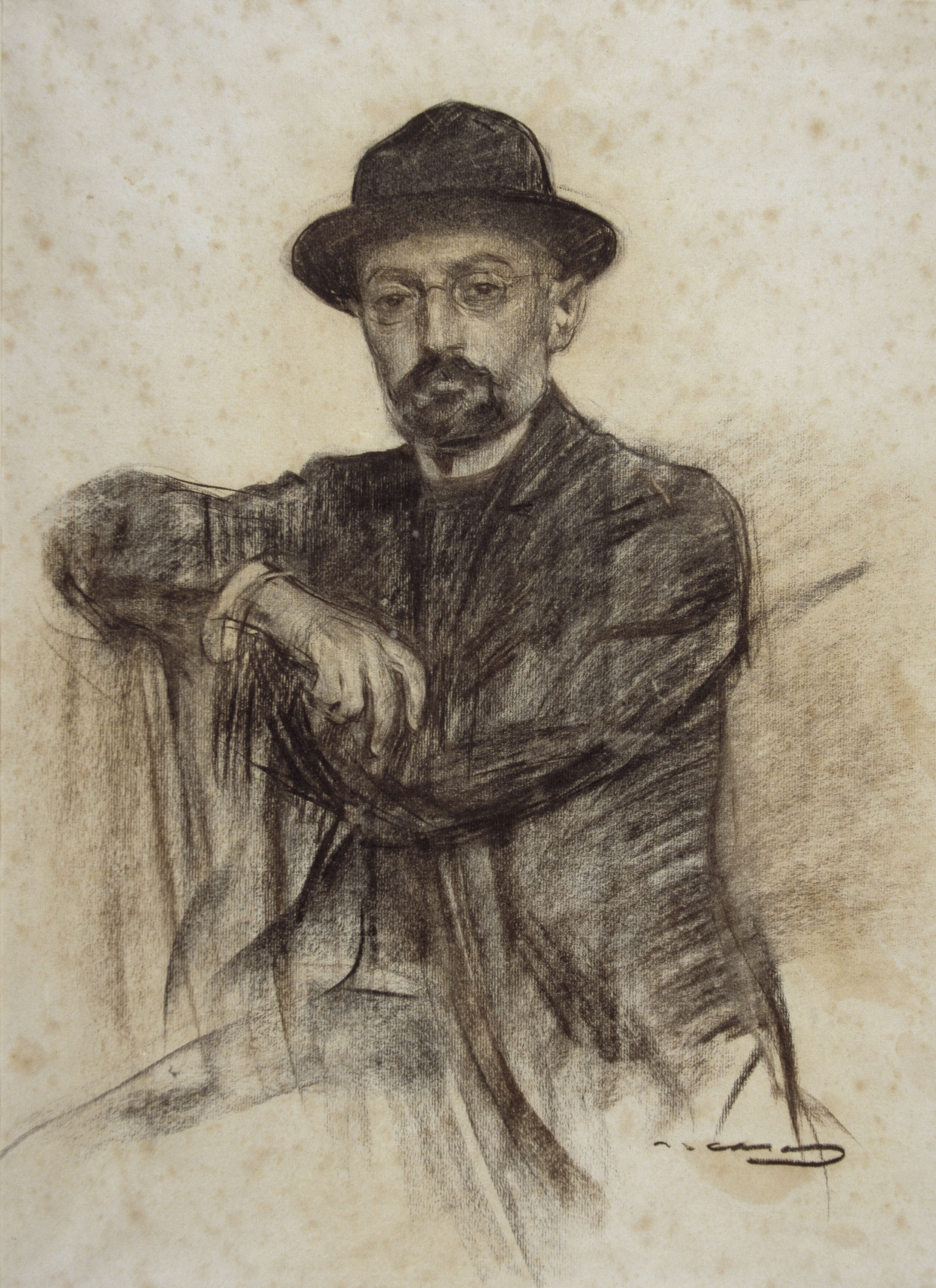
Unamuno, Porträt von Ramon Casas, (MNAC)

Nach der Heirat mit der aus Guernica stammenden Concepción („Concha“) Lizárraga Ecenarro († 1934) am 31. Januar 1891 ging Unamuno nach Salamanca, wo er an der Universität einen Lehrstuhl für Altgriechisch erhielt.
Der ursprünglich liberale Unamuno schloss sich nun den Sozialisten der PSOE an (1894–1896), liebäugelte mit dem Marxismus und beteiligte sich an der Herausgabe der Zeitschrift Lucha de clases (Klassenkampf). Er beschäftigte sich auch mit Problemen der Arbeiterbewegung in Bilbao. 1897 durchlebte er eine tiefe religiöse Krise, denn er fühlte sich schuldig wegen der Geburt eines behinderten Kindes, Raimundo Jenaro, das 1896 geboren wurde, jedoch wenige Monate nach der Geburt an Meningitis erkrankte und 1902 starb. Dies führte zu einem inneren Widerstreit zwischen Glaube und Vernunft. In dieser Zeit war er ultra-spiritualistisch und verlor das Interesse an der Kritik der materiellen Zustände. Man hat diese Zeit auch als seine „reaktionäre“ Phase bezeichnet. Zugleich übte Unamuno Kritik an der technokratischen Moderne, die seiner Meinung nach alles zusehends instrumentalisierte.
Ab dem Jahr 1900 lehrte Unamuno Filología comparada del Latín y el Castellano (Vergleichende Philologie des Lateinischen und Spanischen), später Historia de la Lengua Española (Geschichte der Spanischen Sprache) an der Universidad de Salamanca. Im selben Jahr wurde er zum ersten Mal Rektor seiner Universität. 1908 starb plötzlich seine Mutter, Doña Salomé; daraufhin holte er seine Schwester María zu sich nach Salamanca. 1908 nahm Unamuno an einer Kampagne gegen die konservative Politik Antonio Mauras teil, womit er sich anderen Intellektuellen wie Ramiro de Maeztu oder José Ortega y Gasset anschloss, die für einen neuen Liberalismus mit sozialistischem Vorzeichen eintraten. 1909 unternahm er eine Reise zu den Kanarischen Inseln. In seinen 1912 erschienenen Essays über das tragische Lebensgefühl entwickelte er den Gedanken, dass „die ungeheure Milchstraße, die wir in klaren Nächten am Himmel betrachten können – jener riesenhafte Ring, in dem unser Planetensystem nur ein Molekül bildet – (als) eine Zelle des Weltalls, des Leibes Gottes“ angesehen werden könnte.

### Politische Aktivitäten und Exil

Karikatur von Luis Bagaría anlässlich einer Rede, die Unamuno auf der Jubiläumsfeier der Zeitschrift España 1917 gehalten hatte. Links unten symbolisiert ein mit dem Eisernen Kreuz behängter Steinzeitmensch die deutschfreundlichen Spanier.

1912–1913 nahm Unamuno an einer Kampagne für die Landreform teil, gegen Großgrundbesitz und feudalistische Zustände auf dem Lande, die von jungen Universitätsprofessoren in Salamanca organisiert wurde. Sie beschränkten sich nicht darauf, von Zeitungen aus zu „predigen“, sondern suchten den direkten Kontakt mit der Bevölkerung, gingen aufs Land zu den Bauern, ermunterten sie zur Selbstorganisation (eine Art Vorläufer der Bürgerinitiativen). Sie hatten auch gewissen Erfolg, da einige dieser Initiativen sich in Wahlen gegen den „caciquismo“ durchsetzen konnten, es wurden Widerstandskomitees gegründet, zum Beispiel um keine Pachtverträge mehr abzuschließen, die kürzer als zehn Jahre dauern sollten. Unamunos Absetzung als Rektor 1914 ohne Angabe von Gründen durch den Ministro de Instrucción Pública, Francisco Bergamín, hatte auch mit diesem Kampf gegen die Oligarchie zu tun. Er erfuhr davon aus der Zeitung bei seiner Rückkehr aus den Sommerferien. Von da an übte Unamuno scharfe Kritik an der Monarchie beziehungsweise am korrupten oligarchischen System. Auch die repräsentative Demokratie und das Parteiensystem unterzog Unamuno seiner Kritik, bis dahin, dass er die Sinnhaftigkeit von Wahlen in Zweifel zog. Im Ersten Weltkrieg ergriff er vehement Partei für die Entente und gegen die allgemein in Spanien vorherrschende Germanophilie. Generell trat er gegen den Militarismus und falsch verstandene „Vaterlandsliebe“ ein. Er kritisierte auch heftig die spanische Politik der Neutralität und den Autoritarismus des Staates gegenüber dem Individuum. In dieser Zeit näherte er sich wieder dem Sozialismus an. Sein Roman Abel Sánchez (1917) thematisiert anhand des Kainsmythos die innere Zerrissenheit der Nation, die später zum Bürgerkrieg führte.
1917 wurde Unamuno mit den Stimmen der Eisenbahner Mitglied des Stadtrates von Salamanca. Im September 1920 wurde ihm aufgrund seines Artikels „Antes del Diluvio“ in El Mercantil Valenciano der Prozess gemacht; er wurde zu 16 Jahren Kerker wegen Majestätsbeleidigung verurteilt, schließlich aber wieder begnadigt, unter anderem wegen einer Kampagne vieler Intellektueller wie Ramón Pérez de Ayala, José Ortega y Gasset und Manuel Azaña zugunsten Unamunos. 1922 forderte er abermals die Wiederherstellung der verfassungsmäßigen Garantien und wurde zum König Alfonso XIII. an den Hof vorgeladen. Es kam im April auch zu einer Unterredung, die Probleme konnten aber nicht ausgeräumt werden und Unamuno attackierte weiter die spanische Monarchie.
Nach dem Militärputsch von Miguel Primo de Rivera vom 13. September 1923 hörte Unamuno trotz Militärzensur nicht auf, gegen den Militarismus und seinen diktatorischen Namensvetter persönlich zu wettern. Im Dezember 1923 musste er wieder vor einem Gericht in Valencia erscheinen, wo er neuerlich wegen Majestätsbeleidigung angeklagt, diesmal aber freigesprochen wurde. Im Februar 1924 wurde er aufgrund eines Briefes, der in der Zeitschrift Nosotros veröffentlicht wurde, sowie weiterer Artikel in El Mercantil Valenciano und La Nación (Buenos Aires) von Diktator Primo de Rivera seiner Ämter als Vizerektor und Dekan enthoben und auf die Kanareninsel Fuerteventura verbannt. Zwei Polizisten kamen am 21. Februar zu ihm nach Hause und transportierten ihn nach Sevilla, von dort dann nach Fuerteventura. Unamuno schlug ein Angebot aus, nach Argentinien zu flüchten. Mitte des Jahres wurde ihm die Begnadigung angeboten, die er aber nicht annahm, weil er Gerechtigkeit, nicht Gnade wollte. Es bestand die nicht unberechtigte Angst vor einem Attentat auf sein Leben, daher trat er nach vier Monaten, im Juli 1924, mit Hilfe des Zeitungsherausgebers Henry Dumay vom Le Quotidien Paris die Flucht nach Paris an, wo er von anderen spanischen Exilierten stürmisch begrüßt wurde. Er konnte jedoch die Erwartungen der französischen Intellektuellen nicht erfüllen und fühlte sich als „bicho raro“ (merkwürdiger Vogel). Unamuno wurde zum Mitbegründer einer Exilantenzeitung, España con Honra, zusammen mit Vicente Blasco Ibáñez, Eduardo Ortega y Gasset, dem Bruder von José, und anderen. Inzwischen war er in seiner Heimat Spanien als Professor abgesetzt worden. Er verbrachte 13 Monate in Paris, wo er folgende Werke schrieb: De Fuerteventura a París (1925, Lyrik), Romancero del Destierro (1928, Lyrik), La agonía del Cristianismo (1926), Cómo se hace una novela (1925). 
1926 war sein Lehrstuhl für vakant erklärt und neu ausgeschrieben worden, unter heftigem Protest der Studierenden. Immer wieder bestand Grund zur Besorgnis um sein Leben, Pistoleros wurden eingeschleust, Unamuno wurde beschuldigt, Urheber einer versprengten Revolution in Vera zu sein. Er war niedergeschlagen und fürchtete, sein persönliches Beispiel könnte unnütz sein, doch verschiedene Intellektuelle, darunter Américo Castro, ermunterten ihn durchzuhalten. Er hoffte auf den Ausgang des Marokkokrieges und zog im August 1925 nach Hendaye in Südwestfrankreich, um näher an Spanien zu sein und noch mehr zu provozieren. Die Regierung versuchte vergeblich, über diplomatische Aktionen, aber auch über fingierte Scharmützel, Unamuno von der Grenze zu vertreiben. Unamunos Wahlspruch lautete: „Volveré no con mi libertad, que nada vale, sino con la vuestra“ (Ich werde nicht mit meiner Freiheit zurückkehren, die nichts wert ist, sondern mit eurer). Während seines selbstgewählten Exils fragte er sich immer wieder, ob er nicht nur eine Rolle spielte, um sich zu „verewigen“, unsterblich zu machen, oder ob seine politische Haltung authentisch sei. Er schrieb eine Artikelserie gegen die Diktatur in Hojas Libres, einer monatlich erscheinenden Zeitschrift, die von 1927 bis 1929 21 Nummern zu 96 Seiten erreichte und deren Import die spanische Regierung vergeblich zu verhindern versuchte.

### Rückkehr und Zweite Republik
Am 28. Januar 1930 legte Primo de Rivera sein Amt nieder, nachdem es im ganzen Land zu Demonstrationen und Streiks gekommen war und ihm auch die Militärs und Wirtschaftsgranden ihre Gefolgschaft aufgekündigt hatten. Bereits am 9. Februar 1930 kehrte Miguel de Unamuno nach Spanien zurück, wo inzwischen der Nachfolger Primo de Riveras, General Dámaso Berenguer, regierte: Er überquerte demonstrativ zu Fuß die Brücke bei Irún. Ein triumphaler Empfang wurde ihm auch in Salamanca bereitet, denn er galt einigen als integerste intellektuelle Persönlichkeit Spaniens. Am 14. April 1931 proklamierte Unamuno offiziell die Zweite Spanische Republik auf der Plaza Mayor von Salamanca, er nahm zusammen mit Francisco Largo Caballero, Indalecio Prieto und anderen maßgeblichen Politikern am Maiaufmarsch in Madrid teil. Noch im selben Jahr wurde er zum Rektor auf Lebenszeit ernannt. Unamuno sprach sich zunächst für die Republik aus, war auch von 1931 bis 1933 Abgeordneter in den Cortes, wo er sich vor allem für drei Reformen starkmachte: 1. die Agrarreform, 2. die Reform des Heeres, 3. die Neuorganisation des Bildungswesens. 1931 wurde er zum Vorsitzenden des Consejo de Instrucción Pública ernannt, erhoffte sich zeitweilig auch den Posten eines Erziehungsministers.
Er überwarf sich aber bald mit dem Regierungschef Manuel Azaña und war seit 1932 deklarierter Gegner der Religionspolitik und der überhasteten Umstrukturierung, da er Angst vor Anarchie hatte und zur Verteidigung der christlichen Zivilisation antrat. Auch richtete er sich gegen die offizielle Zweisprachigkeit; er machte sich Sorgen wegen des Agnostizismus der Republikaner, misstraute den politischen Parteien und befürchtete einen internationalen Klassenkampf anstelle der Erneuerung von innen her. Bereits 1931 verglich er sich mit Moses bei der Ankunft im Gelobten Land: Aus Mangel an Glauben an die neue Sache würde es ihm verwehrt sein, an diesem neuen Spanien teilzuhaben, das sich als föderalistisch und revolutionär verstehe. Er meinte, Spanien sei noch nicht reif für radikale Reformen. 1932 sagte er in einem gut besuchten Vortrag in Madrid, er würde lieber Anarchist als Diktator sein, und prangerte die inquisitorische Politik und die Unfähigkeit der Regierung Azaña an. Bei den allgemeinen Wahlen im November 1933 kandidierte Unamuno für die Radikalen unter Alejandro Lerroux, was wiederum zu einem Skandal führte. Im April 1935 wurde er zum Ehrenbürger der Republik ernannt.

### Spanischer Bürgerkrieg und Tod
Als am 18. Juli 1936 der Spanische Bürgerkrieg ausbrach, gab Unamuno zu erkennen, dass er sich der Sache der Aufständischen unter General Francisco Franco anschließen würde. Er glaubte irrtümlich an eine „pacífica guerra civil-civil“ (einen friedlichen, zivilen Bürgerkrieg); erst als er erkannte, dass es eine brutale „guerra civil-incivil“ (ein unziviler Bürgerkrieg) werden würde, machte er neuerlich einen Schwenk. Unamuno glaubte, als angesehener Intellektueller zwischen den beiden Parteien vermitteln zu können. Am 4. September 1936 wurde er wieder zum Rektor der Universität Salamanca ernannt. Bald musste er jedoch erkennen, dass er sich im Charakter des Aufstandes getäuscht hatte: Nach den ersten Morden an Intellektuellen, darunter enge Freunde von Unamuno, distanzierte er sich von Franco, der inzwischen zum Staatschef ernannt worden war. Nun sah er auch klar, dass es nicht um eine Erneuerung der Republik, sondern um die Wiederherstellung der Monarchie ging, gegen die er so lange gekämpft hatte. Schon im September 1936 sagte er, er würde wieder in die Verbannung gehen, „porque en tales condiciones nunca podría estar con el vencedor“ (denn unter solchen Umständen könnte ich nie an der Seite des Siegers sein). Am 12. Oktober (der traditionellen, so genannten „Fiesta de la Raza“) – Franco hatte sein Hauptquartier in Salamanca errichtet – saß Unamuno als Rektor einem Festakt vor, neben sich Francos Frau Carmen Polo. Dort kam es schließlich zum Eklat, denn Unamuno verkündete seinen berühmten Satz: „Vencer no es convencer“ (Siegen ist nicht überzeugen). Es folgte eine glühende Verteidigung der Basken und Katalanen, und er wiederholte, dies sei keine guerra civil, sondern incivil. Der General José Millán Astray skandierte darauf die franquistischen Parolen „¡Muera la inteligencia! ¡Viva la Muerte!“ (Tod den Intellektuellen! Es lebe der Tod!). Einige seiner Leute standen bereit, den Redner zu erschießen. Die Anwesenheit Polos rettete Unamuno. Auf Antrag des Lehrkörpers enthob Franco ihn seines Rektorenamtes, er verbrachte den Rest seiner Tage im freiwilligen Hausarrest und starb am 31. Dezember 1936.

## Preise und Auszeichnungen
- 1934 Ehrendoktorat der Universität Grenoble[16]

Archivo Gombau [Filmoteca de Castilla y León]
- 1936 Ehrendoktorat der Universität Oxford

## Werk
Unamuno war Dichter, Romancier, Dramatiker und Literaturkritiker. Er gehörte der Generación del 98 an, die versuchte, die nach der Niederlage gegen die USA und dem Verlust seiner letzten Kolonien erschütterte Identität Spaniens im kulturellen Raum zu bewahren bzw. wiederzugewinnen. Eine Schlüsselfigur dieser kulturellen Renaissance und der Erinnerung an das Goldene Jahrhundert Spaniens war Don Quijote, die Verkörperung von Mut, Treue, Glauben und Idealität, dem er einen Essay widmete. Als Gegenpol, Komplement und ebenbürtigen Dialogpartner Don Quijotes betrachtete er Sancho Panza, den Repräsentanten von Angst, Fortschritt, Skepsis und Realitätssinn. Seine Neuinterpretation des Werks von Cervantes im Rahmen einer Philosophie, die sich als Transformation und kritische Weiterentwicklung der Traditionen des Goldenen Jahrhunderts versteht, begründete den Quijotismo der Generation von 1898, den unauflösbaren Dualismus von Denken und Glauben, der zum sentimiento trágico führt. Doch auch ein heroisches Leben kann den Menschen nicht vor der Tragödie retten, er kann seinem Leben aber dennoch Sinn geben. Del sentimiento trágico widmet sich dem Ideal des Katholizismus und seinem Niedergang durch den Rationalismus der scholastischen Philosophie. Unamunos unsystematische, vor Paradoxien nicht zurückschreckende Philosophie war eine Bekräftigung des „Glaubens an den Glauben“ und bediente sich der literarischen Darstellungsformen des Essays, des Romans, des Bühnenstückes und der Lyrik.

### Essays
- En torno al casticismo, 1902 (zuerst 1895 als fünf Essays in La España Moderna erschienen)
- Tres Ensayos, 1900 („Adentro“, „La ideocracia“, „La Fe“)
- Vida de Don Quijote y Sancho („Das Leben Don Quijotes“), 1905
- Mi Religión y otros ensayos breves, 1910
- Soliloquios y conversaciones, 1911
- El porvenir de España, 1912 (aus der Korrespondenz mit Ganivet hervorgegangen)
- Contra esto y aquello, 1912 (Polemiken)
- Del sentimiento trágico de la vida en los hombres y en los pueblos, 1913 (deutscher Titel: Das tragische Lebensgefühl, übertragen von Robert Friese, mit einer Einleitung von Ernst Robert Curtius, 1925)
- La agonía del cristianismo, 1925 (zuerst französisch erschienen, 1930 spanisch, deutscher Titel: Die Agonie des Christentums,  übersetzt von Otto Buek, 1928)
- Cómo se hace una novela, 1927 (in Paris 1924 begonnen; das unfertige Manuskript wurde von Jean Cassou ins Französische übersetzt und 1926 im Mercure de France veröffentlicht; darauf von Unamuno rückübersetzt und mit Zusätzen versehen. Deutscher Titel: Wie man einen Roman macht, übersetzt von Erna Pfeiffer)[17]

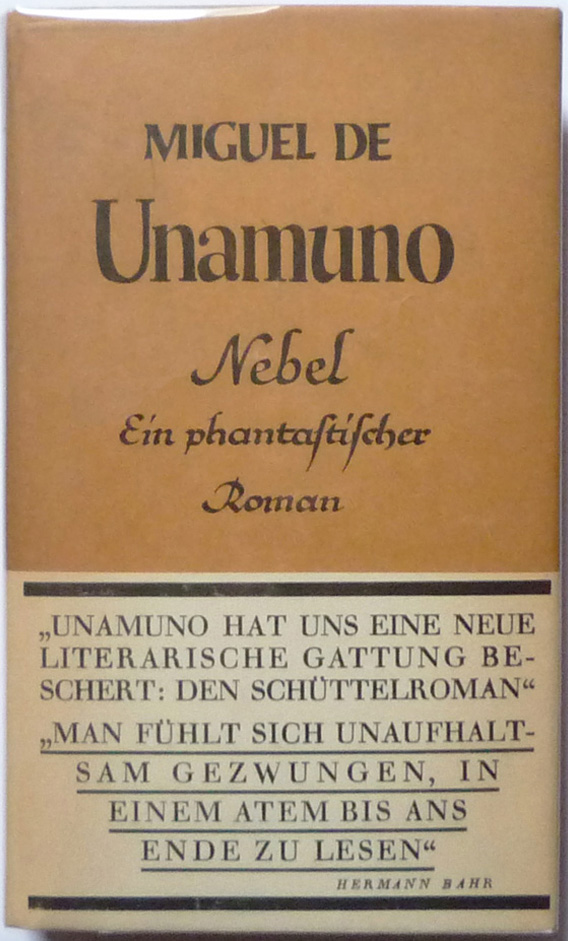
Nebel (Niebla), Deutsche Erstausgabe, Meyer & Jessen, München 1927

### Romane
- Paz en la guerra. 1897 (= einziger „realistischer“) über den 3. Karlistenkrieg 1874–1876; Frieden im Krieg, Übers. Otto Buek. Wegweiser & Volksverband der Bücherfreunde, Berlin 1929
- Amor y pedagogía. (1902).
- Niebla. (1914, deutsch Nebel.)
- Abel Sánchez: una historia de pasión. (1917).
- La tía Tula. (1921, deutsch Tante Tula.).

### Erzählungen, Kurzgeschichten und Novellen
- Una historia de amor. 1911.
- El espejo de la muerte. 1913.
- Tres novelas ejemplares y un prólogo. 1920.
- Tulio Montalbán y Julio Macedo. (1920).
- La novela de don Sandalio, jugador de ajedrez. (1930).
- Un pobre hombre rico o el sentimiento cómico de la vida. (1930).
- San Manuel Bueno, mártir. (1933).

### Reisebeschreibungen, Artikel und Ähnliches
- De mi país. 1903.
- Por tierras de Portugal y de España. 1911.
- Andanzas y visiones españolas. 1922 (zuerst Artikel in La Nación. Buenos Aires, und El Imparcial.)

### Lyrik
- Poesías. 1907.
- A mi buitre. 1911.
- Rosario de Sonetos Líricos. 1911.
- El Cristo de Velázquez. 1920.
- Rimas de dentro. 1923.
- Teresa. 1924.
- De Fuerteventura a París. 1925.
- Romancero del destierro. 1928.
- Cancionero. 1762 Gedichte, geschrieben zwischen 1928 und 1936.

### Drama
- La Esfinge. (1898) [ursprünglich: „Gloria o paz“]. Uraufführung 1909, veröffentlicht 1959.
- La Venda. (1899) [ursprünglich: „La ciega“], veröffentlicht 1913, Uraufführung 1921.
- La princesa doña Lambra. (1909).
- La difunta. Sainete (1909).

- El pasado que vuelve. (1910) Uraufführung 1923.
- Fedra. Tragedia desnuda. (1910) Uraufführung 1918, veröffentlicht 1921.
- Soledad. Otro drama nuevo. (1921) Uraufführung 1953, veröffentlicht 1954.
- Raquel encadenada. (1921) Uraufführung 1926.
- Sombras de sueño. (1926), veröffentlicht 1927, Uraufführung 1930.
- El otro. Misterio en tres jornadas y un epílogo. (1926) Uraufführung 1932, veröffentlicht 1932.
- El hermano Juan. 1934.

### Deutsche Übersetzungen
- Gesammelte Werke, 8 Bde. München: Meyer & Jessen, 1925–28

1. Das tragische Lebensgefühl. Übers. Robert Friese [= Paul Adler][18]. München: Meyer & Jessen, 1925
2. Abel Sanchez. Die Geschichte einer Leidenschaft. Übers. Walther von Wartburg. München: Meyer & Jessen, 1925
3. Der Spiegel des Todes. Novellen. [„Drei exemplarische Novellen und ein Prolog“. Übers. Otto Buek: „Prolog“; „Zwei Mütter“; „Der Marquis von Lumbria“; „Ein ganzer Mann“ / „Der Spiegel des Todes“ [Ausw.] Übers. Otto Jahns: „Die Liebe, die ihn überfiel“; „Soledad“; „Wie die Zeit verflog“; „Warum bin ich so?“; „Vom Haß zum Mitleid“; „Ein Besuch beim alten Dichter“; „Die Hummel“; „Auch eine Erzählung“.] München: Meyer & Jessen, 1925
4. Das Leben Don Quijotes und Sanchos. Nach Miguel de Cervantes-Saavedra erklärt und erläutert. Erster Teil. Übers. Otto Buek. München: Meyer & Jessen, 1926
5. Das Leben Don Quijotes und Sanchos. Nach Miguel de Cervantes-Saavedra erklärt und erläutert. Zweiter Teil. Übers. Otto Buek. München: Meyer & Jessen, 1926
6. Nebel. Roman Übers. Otto Buek. München: Meyer & Jessen, 1927
7. Tante Tula. Übers. Otto Buek. München: Meyer & Jessen, 1928
8. Die Agonie des Christentums. Übers. Otto Buek. München: Meyer & Jessen, 1928

- Frieden im Krieg. Übers. Otto Buek Berlin: Volksverband der Bücherfreunde (Wegweiser-Verlag), 1929

- Die Höhle des Schweigens. Übers. und Nachw. Otto Buek. Leipzig: Reclam, [1930]

- Gesammelte Werke, 4 Bde. Wien, Leipzig: Phaidon-Verlag, [1933]

1. Das Leben Don Quijotes und Sanchos. Nach Miguel de Cervantes-Saavedra erklärt und erläutert [2 Tle.]; Tl 1. 2. Berecht. Übertr. von Otto Buek
2. Nebel. Roman / Der Spiegel des Todes. Novellen. Berecht. Übertr. von Otto Buek
3. Tante Tula. Ein Frauenroman / Abel Sanchez. Die Geschichte einer Leidenschaft. Berecht. Übertr. von Otto Buek
4. Philosophische Werke: Das tragische Lebensgefühl. / Die Agonie des Christentums. Berecht. Übertragung von Otto Buek

- Vom Hass zum Mitleid, (Del odio a la piedad, Auszug aus El espejo de la muerte, S. 119 – 122) Übers. Otto Buek. In: Die großen Meister. Europäische Erzähler des 20. Jahrhunderts, Bd. 2. Hg. Rolf Hochhuth. Bertelsmann Lesering o. J. (1966), S. 213–216
- Tante Tula. Übers. Otto Buek; Nachwort Klaus Ley. Ullstein-Buch 30136, 1982, ISBN 3-548-30136-3
- Ein ganzer Mann. Drei Nivolas. Übers. Wilhelm Muster. Peter Selinka, Ravensburg 1989
- Nebel. Übers. Otto Buek; überarb. nach der 3. Ausgabe des Orig. von Roberto de Hollanda[19], Stefan Weidle. Ullstein, Frankfurt am Main 1996, ISBN 3-548-24035-6; Wallstein, Göttingen 2022, ISBN 978-3-8353-7522-2[20]
- Plädoyer des Müßiggangs. Auswahl und Übers. Erna Pfeiffer. Literaturverlag Droschl, Graz 1996 (= Essay, 31) ISBN 3-85420-442-6
- Selbstgespräche und Konversationen. Auswahl und Übers. Erna Pfeiffer. Droschl, Graz 1997, ISBN 3-85420-453-1
- Das Martyrium des San Manuel. Drei Geschichten zur Unsterblichkeit. Nachwort Erna Pfeiffer. Ullstein, Berlin 1998, ISBN 3-548-24259-6
- Wie man einen Roman macht. Übers. Erna Pfeiffer. Droschl, Graz 2000 (= Essay, 42), ISBN 3-85420-543-0

### Zweisprachige Ausgaben
- Der Hunger nach Unsterblichkeit / El hambre de inmortalidad. Zweisprachige Ausgabe: Deutsch/Spanisch. Aus dem Spanischen von Robert Friese. Calambac Verlag, Saarbrücken 2021, ISBN 978-3-943117-08-0

## Verfilmungen
- 2019: Mientras dure la guerra, von Alejandro Amenábar, Spanien, Dauer 103 Min.
- 1964: Tante Tula (La tía Tula)

## Hochschulschriften
- Frank Esser: Miguel de Unamuno. Die Philosophie in seinen Essays, Briefen und nachgelassenen Schriften. DNB 1081295007 Zugl. Diss. phil. Universität Bonn 2015, mit Illustrationen. Inhaltsverzeichnis
- Marcos Fernández Vacas: Unamunos Entwurf einer ästhetischen Bildung im Spannungsfeld von Traditionalismus und Personalismus. Aachen 2000. Zugl. Diss. phil. Köln 1999, ISBN 978-3-8265-7432-0.
- Francisco-Javier Insausti Ugarriza: Miguel de Unamunos und José Ortega y Gassets Philosophie im Zusammenhang mit ihrer Hegel-Rezeption. L. Ramirez, San Sebastián 1993, ISBN 84-604-5611-0 Zugl. Diss. phil. Universität München 1991
- Julia Maria Pollich: Mensch ohne Gott, vergöttlichter Mensch. Nietzsches Denken in philosophischer Reflexion und narrativer Praxis des 20. Jahrhunderts: Pirandello, Unamuno, Bataille und Sollers. Bielefeld 2020. Zugl. Diss. phil. München 2019, ISBN 978-3-8376-4969-7